# Marathon van Los Angeles 2005
De marathon van Los Angeles 2005 vond op 6 maart 2005 plaats in Los Angeles. Het was de twintigste editie van dit evenement. In totaal finishten 19.985 lopers de wedstrijd, waarvan 7.576 vrouwen. 
De wedstrijd eindigde bij de mannen in een zege voor de Keniaan Mark Saina in 2:09.35, negen seconden sneller dan zijn landgenoot Ben Maiyo, die 2:09.44 liet noteren. Bij de vrouwen finishte de Russische Ljoebov Denisova in 2:26.11, een parcoursrecord. Zij bleef hiermee de Litouwse Živilė Balčiūnaitė twee minuten voor, die de afstand in 2:28.10 aflegde.

## Wedstrijd
Mannen
| rang | naam            | land | tijd    |
| ---- | --------------- | ---- | ------- |
| 1    | Mark Saina      | KEN  | 2:09.35 |
| 2    | Ben Maiyo       | KEN  | 2:09.44 |
| 3    | Laban Kipkemboi | KEN  | 2:10.50 |
| 4    | Simon Bor       | KEN  | 2:12.13 |
| 5    | Wesley Kimutai  | KEN  | 2:15.22 |
| 6    | Benson Mbithi   | KEN  | 2:17.47 |
| 7    | Matthew Birir   | KEN  | 2:19.06 |
| 8    | Bruce Raymer    | CAN  | 2:22.04 |
| 9    | Amano Motofumi  | JPN  | 2:24.07 |
| 10   | David Busieni   | KEN  | 2:24.44 |

Vrouwen
| rang | naam                | land | tijd    |
| ---- | ------------------- | ---- | ------- |
| 1    | Ljoebov Denisova    | RUS  | 2:26.11 |
| 2    | Živilė Balčiūnaitė  | LTU  | 2:28.10 |
| 3    | Hellen Kimutai      | KEN  | 2:28.36 |
| 4    | Dire Tune           | ETH  | 2:30.48 |
| 5    | Tatjana Pozdnjakova | UKR  | 2:31.05 |
| 6    | Kate Lane           | USA  | 2:32.27 |
| 7    | Anna Pichrtová      | CZE  | 2:33.02 |
| 8    | Jelena Burykina     | RUS  | 2:36.14 |
| 9    | Tatjana Titova      | RUS  | 2:37.51 |
| 10   | Aurica Buia         | ROU  | 2:40.49 |

1986 ·
1987 ·
1988 ·
1989 ·
1990 ·
1991 ·
1992 ·
1993 ·
1994 ·
1995 ·
1996 ·
1997 ·
1998 ·
1999 ·
2000 ·
2001 ·
2002 ·
2003 ·
2004 ·
2005 ·
2006 ·
2007 ·
2008 ·
2009 ·
2010 ·
2011 · 
2012 ·
2013 ·
2014 ·
2015 ·
2016 ·
2017